# Diócesis de Laredo
La diócesis de Laredo (en latín: Dioecesis Laredana y en inglés: Roman Catholic Diocese of Laredo) es una circunscripción eclesiástica de la Iglesia católica en Estados Unidos. Se trata de una diócesis latina, sufragánea de la arquidiócesis de San Antonio. Desde el 3 de julio de 2000 su obispo es James Anthony Tamayo.

## Territorio y organización
La diócesis tiene 27 482 km² y extiende su jurisdicción sobre los fieles católicos de rito latino residentes en el estado de Texas en los 7 condados de: Dimmit, Jim Hogg, La Salle, Maverick, Webb, Zapata y Zavala.
La sede de la diócesis se encuentra en la ciudad de Laredo, en donde se halla la Catedral de San Agustín.
En 2021 en la diócesis existían 32 parroquias.
Las parroquias de la diócesis de Laredo que eran parte de la arquidiócesis de San Antonio, en orden de su erección son:
- Our Lady of Refuge, en Eagle Pass, erigida en 1859;
- Our Lady of Guadalupe, en Carrizo Springs, erigida en 1881;
- Sacred Heart en Cotulla, erigida en 1882;
- Sacred Heart en Crystal City, erigida en 1917;
- St. Joseph en La Pryor, erigida en 1917;
- Immaculate Conception en Asherton, erigida en 1918;
- Sacred Heart en Eagle Pass, erigida en 1966;
- St. Joseph en Eagle Pass, erigida en 1967.

## Historia
La diócesis fue erigida el 3 de julio de 2000 con la bula Solliciti de maiore del papa Juan Pablo II, obteniendo el territorio de la diócesis de Corpus Christi y de la arquidiócesis de San Antonio.
El 9 de agosto de 2000 los documentos pontificios de erección de la diócesis y de instalación del obispo Tamayo fueron leídos formalmente por el nuncio apostólico en presencia de 25 obispos, 200 sacerdotes, 50 diáconos y de 3000 otros fieles en el Centro Cívico de Laredo.

## Estadísticas
Según el Anuario Pontificio 2022 la diócesis tenía a fines de 2021 un total de 349 656 fieles bautizados.
| Año                                                                             | Población            | Población | Población      | Sacerdotes | Sacerdotes    | Sacerdotes    | Bautizados por sacerdote | Diáconos permanentes | Religiosos | Religiosos | Parroquias |
| Año                                                                             | Bautizados católicos | Total     | % de católicos | Total      | Clero secular | Clero regular | Bautizados por sacerdote | Diáconos permanentes | Varones    | Mujeres    | Parroquias |
| ------------------------------------------------------------------------------- | -------------------- | --------- | -------------- | ---------- | ------------- | ------------- | ------------------------ | -------------------- | ---------- | ---------- | ---------- |
| 2000                                                                            | 196 281              | 262 252   | 74.8           | 48         | 21            | 27            | 4089                     | 25                   | 37         | 88         | 27         |
| 2001                                                                            | 217 707              | 286 457   | 76.0           | 46         | 22            | 24            | 4732                     | 23                   | 44         | 83         | 26         |
| 2002                                                                            | 221 145              | 294 457   | 75.1           | 45         | 23            | 22            | 4914                     | 27                   | 31         | 88         | 29         |
| 2003                                                                            | 222 250              | 294 776   | 75.4           | 52         | 28            | 24            | 4274                     | 29                   | 36         | 88         | 29         |
| 2004                                                                            | 225 250              | 302 196   | 74.5           | 56         | 31            | 25            | 4022                     | 29                   | 35         | 76         | 32         |
| 2013                                                                            | 306 354              | 376 000   | 81.5           | 56         | 35            | 21            | 5470                     | 28                   | 27         | 62         | 32         |
| 2016                                                                            | 340 430              | 374 099   | 91.0           | 55         | 37            | 18            | 6189                     | 37                   | 23         | 47         | 32         |
| 2019                                                                            | 348 060              | 382 484   | 91.0           | 53         | 39            | 14            | 6567                     | 33                   | 21         | 46         | 32         |
| 2021                                                                            | 349 656              | 384 237   | 91.0           | 57         | 39            | 18            | 6134                     | 32                   | 23         | 44         | 32         |
| Fuente: Catholic-Hierarchy, que a su vez toma los datos del Anuario Pontificio. |                      |           |                |            |               |               |                          |                      |            |            |            |

### Escuelas
Secundarias
- Saint Augustine High School (diocesana), en Laredo, fundada 1927.

Primarias
- Blessed Sacrament School (parroquial), en Laredo, fundada en 1960;
- Our Lady of Guadalupe School (diocesana), en Laredo, fundada en 1904;
- Saint Augustine Elementary School (diocesana), en Laredo, fundada en 1928;
- St. Peter Memorial School (diocesana) fundada en 1925;
- Mary Help of Christians School (privada) fundada en 1935;
- Our Lady of Refuge School (diocesana), en Eagle Pass, fundada en 1883.

## Episcopologio
- James Anthony Tamayo, desde el 3 de julio de 2000